# Кашино (Псковский район)
Кашино — деревня в Торошинской волости Псковского района Псковской области России.
Расположена в 15 км к северо-востоку от Пскова и в 9 км к западу от деревни Торошино.
Численность населения деревни по состоянию на 2000 год составляла 15 человек.